# Велосипедний підйомник Трампе

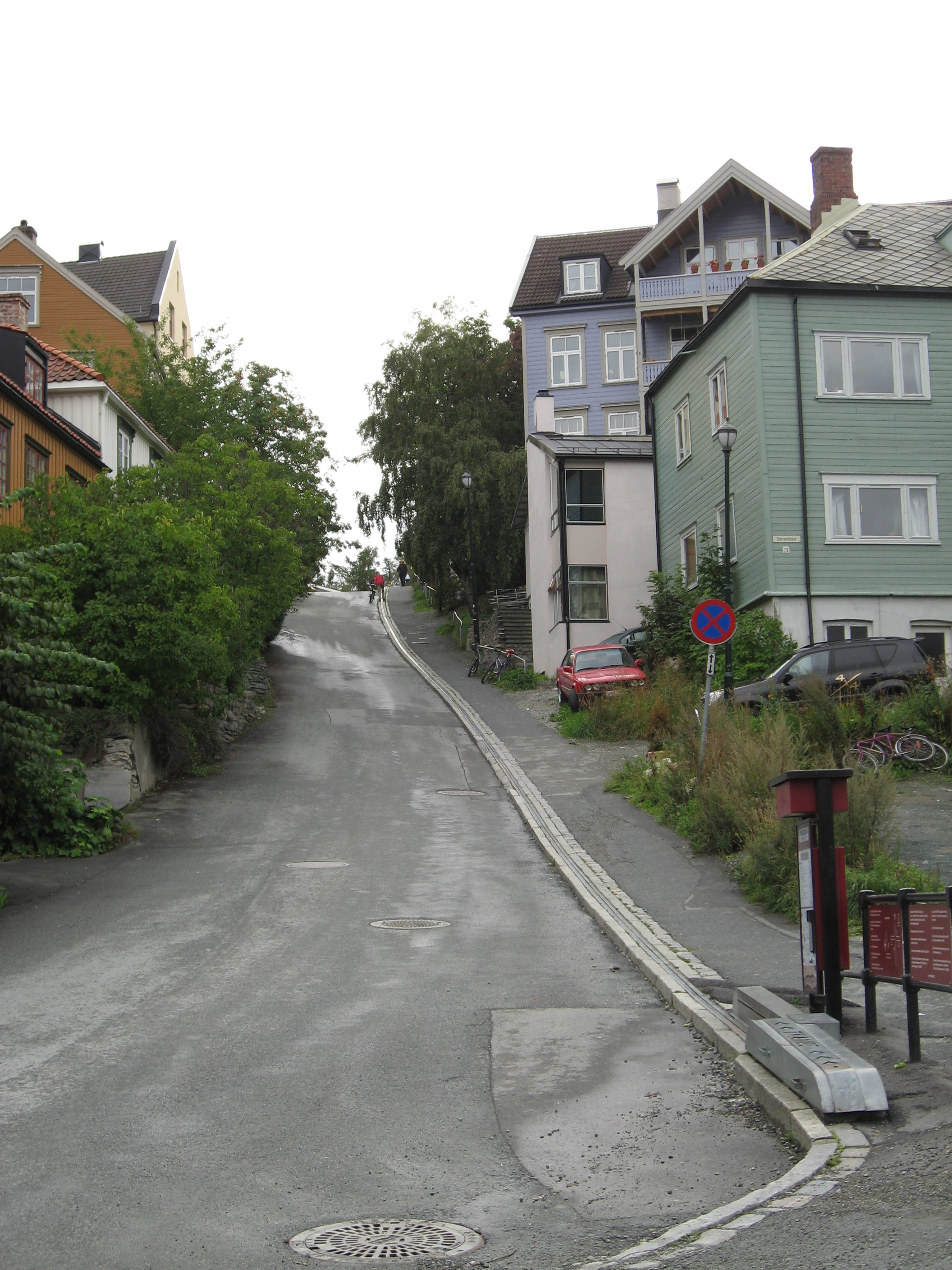
Підйомник Трампе всередині бордюру піднімається на пагорб.

Велосипедний підйомник Трампе (норв. Sykkelheisen Trampe) винайшов і встановив 1993 року Ярл Ванвік. Вартість встановлення одного метра системи підйомника склала близько 15-20 тисяч норвезьких крон. Творці системи стверджують, що приблизно стільки ж потрібно для будівництва звичайної велодоріжки в межах міста. Основною метою створення підйомника було збільшення кількості велосипедистів у місті Тронгейм. Довжина підйомника 130 м, найбільша довжина для подібної системи — 500 м. Це перший і єдиний у світі велосипедний підйомник.
2013 року підйомник перейменовано на Cyclocable і модернізовано компанією Skirail, що входить у групу Poma.

## Використання
Користування Trampe безкоштовне. До 2013 року для вмикання підйомника вимагалась спеціальна карта вартістю 100 норвезьких крон.
Під час використання підйомника права нога ставиться в початкову точку механізму підйомника (ліва нога залишається на педалі велосипеда). Після натискання кнопки «Пуск» опора для ноги рухається вперед, і з механізму на поверхню піднімається підніжка. Поширена помилка серед туристів і інших користувачів-початківців полягає в тому, що вони не тримають праву ногу відставленою в сторону і не нахиляють тіло вперед. Це ускладнює підтримку рівноваги на підніжці і може спричинити падіння. Крім велосипедистів, підйомником користуються батьки з колясками (другу ногу ставлять на задню вісь коляски) і підлітки, які примудряються стояти на підніжці для однієї ноги всією вагою.
У теплу пору року Trampe широко використовують як жителі Тронгейма, так і туристами.